# Bicellaria vana
Bicellaria vana är en tvåvingeart som beskrevs av Collin 1926. Bicellaria vana ingår i släktet Bicellaria och familjen puckeldansflugor. Arten är reproducerande i Sverige. Inga underarter finns listade i Catalogue of Life.